# Showdown!
Pour les articles homonymes, voir Showdown.
Showdown! est un album de blues de Albert Collins, Robert Cray et Johnny Copeland, sorti en 1985 chez Alligator Records. L'album a reçu un Grammy Award du meilleur album de blues traditionnel en 1986. L'album est intronisé au Blues Hall of Fame de la Blues Foundation dans la catégorie « Enregistrements classiques du Blues » en 1989.

## Titres
| No | Titre                     | Auteur                 | Durée |
| -- | ------------------------- | ---------------------- | ----- |
| 1. | T-Bone Shuffle            | T-Bone Walker          | 4:54  |
| 2. | The Moon Is Full          | Gwen Collins           | 4:59  |
| 3. | Lion's Den                | Copeland               | 3:55  |
| 4. | She's Into Something      | Carl Wright            | 3:49  |
| 5. | Bring Your Fine Self Home |                        | 4:30  |
| 6. | Black Cat Bone            | Semien, Harding Wilson | 4:54  |
| 7. | The Dream                 |                        | 5:28  |
| 8. | Albert's Alley            | Collins                | 4:01  |
| 9. | Blackjack                 | Ray Charles            | 6:26  |

## Musiciens
- Albert Collins - guitare, harmonica, chant
- Robert Cray - guitare, chant
- Johnny Copeland - guitare, chant
- Johnny Gayden - basse
- Allen Batts - orgue
- Casey Jones (en) - batterie